# Generalporočnik (ZDA)
Generalpodpolkovnik (angleško Lieutenant General; okrajšave: Lt Gen (VL ZDA), LtGen (KMP ZDA) in LTGR (KOV ZDA)) je tretji-zvezdni generalski čin, ki je tretjii najnižji generalski čin in spada v plačni razred O-9. Nižji čin je tako generalmajor, medtem ko je višji general. Ustreza činu viceadmirala v drugih uniformiranih službah ZDA. 

## Zakonodaja
Ameriška zakonodaja omejuje število generalov na aktivni službi, ki je trenutno omejeno na 230 generalov Kopenske vojske ZDA, 208 generalov Vojnega letalstva ZDA in 60 generalov Korpusa mornariške pehote ZDA, pri čemer ne sme več kot 25% aktivnih generalov ne sme imeti več kot dve zvezdice. 
Tri-zvezdni čin je začasni čin, saj je neposredno povezan s položajem, ki ga nosilec čina zaseda. Častniki so tako povišani v generalpodpolkovnika  samo takrat, ko so bili imenovani na položaj, ki zahteva tak čin . Njihov čin tako zapade s prenehanjem mandata njihovega položaja, ki je po navadi točno določen s pravilnikom. 
Generalpodpolkovniki so za napredovanje nominirani s strani predsednika ZDA; slednji kandidate izbere iz brigadnih generalov ali višjih (ki istočasno izpolnjujejo druge zahteve za položaj), ki mu jih predlagajo odgovorni sekretarji ZDA oz. Združeni štab Oboroženih sil ZDA. Kandidat mora pridobiti podporo večine Senata ZDA, nakar zasedejo položaj in so povišani. Večina generalpodpolkovnikov zaseda ta položaj tri leta, a v nekaterih primerih lahko zasedejo položaj več let. 
Generalpodpolkovniki se morajo upokojiti po 38. letih aktivnega služenja, razen, če so bili predlagani za povišanje oz. ponovno imenovani za isti čin. Prav tako se morajo vsi generali upokojiti najkasneje v mesecu po dopolnjenem 64. rojstnem dnevu. A sekretar za obrambo ZDA lahko zadrži upokojitev generalpolkovnikov do 66. rojstnega dne in predsednik ZDA lahko zadrži upokojitev do 68. rojstnega dne.
Običajno se generali upokojijo že prej, tako da omogočijo napredovanje mlajšim častnikom.

## Moderna uporaba
Generalpodpolkovnik kopenske vojske in marinskega korpusa po navadi poveljuje enoti velikosti korpusa (med 20.000 in 45.000 vojakov), medtem ko v vojnem letalstvu poveljuje večji enoti (ki je sestavljena iz več polkov). V vseh uniformiranih službah pa generalpodpolkovniki delujejo kot višji štabni častniki v večjih poveljstvih in Pentagonu, po navadi kot vodje oddelkov.